# Halichoeres orientalis
Halichoeres orientalis är en fiskart som beskrevs av Randall, 1999. Halichoeres orientalis ingår i släktet Halichoeres och familjen läppfiskar. IUCN kategoriserar arten globalt som livskraftig. Inga underarter finns listade i Catalogue of Life.